# Zavrelia tusimatijea
Zavrelia tusimatijea är en tvåvingeart som först beskrevs av Sasa och Suzuki 1999.  Zavrelia tusimatijea ingår i släktet Zavrelia och familjen fjädermyggor. Inga underarter finns listade i Catalogue of Life.